# Potres pod Storžičem (1977)
Potres pod Storžičem leta 1977 se je zgodil manj kot leto dni po potresih, ki so razdejali Posočje. Tla so se ponovno močno stresla, tokrat na Gorenjskem. 
Potresni sunek je nastal 16. julija 1977 ob 13. uri in 13 minut po svetovnem času in je imel magnitudo 4,6. Žarišče je nastalo 8 km globoko. Na epicentralnem območju je dosegel med VI. in VII. stopnjo po EMS. Poleg preplaha med prebivalstvom je povzročil tudi gmotno škodo. Epicenter potresa je bil v bližini Preddvora pod Storžičem.
Potresni valovi so poleg zahodne in osrednje Slovenije zajeli tudi zahodno Italijo in jugozahodno Avstrijo, predvsem Koroško.